# 科爾凡圖夫
科爾凡圖夫是波蘭的城鎮，位於該國西南部，距離尼斯22公里，由奧波萊省負責管轄，面積10.22平方公里，約一半居民從事農業，2007年人口1,861人。

## 外部連結
- Jewish Community in Korfantów on Virtual Shtetl

50°29′N 17°36′E / 50.483°N 17.600°E